# Liste von Autoren/Y

## Y
Irvin D. Yalom (* 1931), US
Yang Gui-ja (* 1955), ROK
Richard Yates (1926–1992), US
W. Edgar Yates (1938–2021), GB
William Butler Yeats (1865–1939), IRL
Frank Yerby (1916–1991), US
Yi In-seong (* 1953), ROK
Carol Beach York (1928–2013), US
Banana Yoshimoto (* 1964), JP
Patricia Young (* 1954), CAN
Marguerite Yourcenar (1903–1987), BE / FR
Yun Dae-nyong (* 1962), ROK
Yun Heung-gil (* 1942), ROK
Yun Hu-myeong (1946–2025), ROK